# Quinnipiac River State Park
Quinnipiac River State Park ist ein State Park im US-Bundesstaat Connecticut auf dem Gebiet der Gemeinde North Haven.

## Geographie
Der Park besteht aus vier Parzellen, die einen Flussabschnitt des Quinnipiac River auf einer Länge von 6 mi (9,7 km) unter Schutz stellen. Ursprünglich wurde das Land zum Bau der Wilbur Cross Parkway in den 1930er Jahren vom Staat erworben, dann sollte es als unbenutztes Land wieder verkauft werden. Häufige Überschwemmungen machten die Flutwiesen allerdings unattraktiv und eine kleine Siedlung wurde in den 1970er Jahren endgültig beseitigt und das Land als State Park ausgewiesen. Der Quinnipiac Trail verläuft durch den Park. In wenigen hundert Metern Entfernung befinden sich der Sleeping Giant State Park im Westen und der Wharton Brook State Park im Osten.

## Freizeitmöglichkeiten
Im Park bestehen Möglichkeiten zum Wandern, Angeln, Boot fahren und Jagen.